# Luís Gomes Tourinho
Luís Gomes Tourinho foi um pintor brasileiro ativo na Bahia na primeira metade do século XIX. Sua biografia é obscura e são raras as obras de sua autoria identificadas. Sabe-se que estudou com Antônio Joaquim Franco Velasco. Segundo relato de Manuel Querino, Tourinho teria abandonado por um tempo a pintura, retornando à atividade em 1825, para retratar o infante Pedro II.

## Galeria

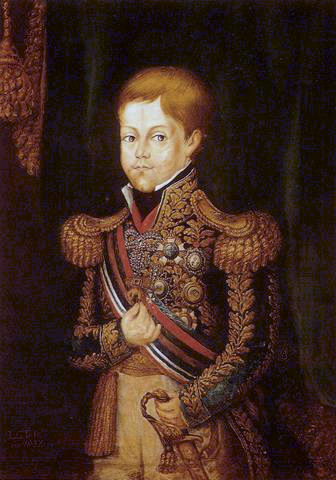
Dom Pedro II, Imperador do Brasil, com assinatura, c. 1835 (Museu de Arte da Bahia, Salvador).
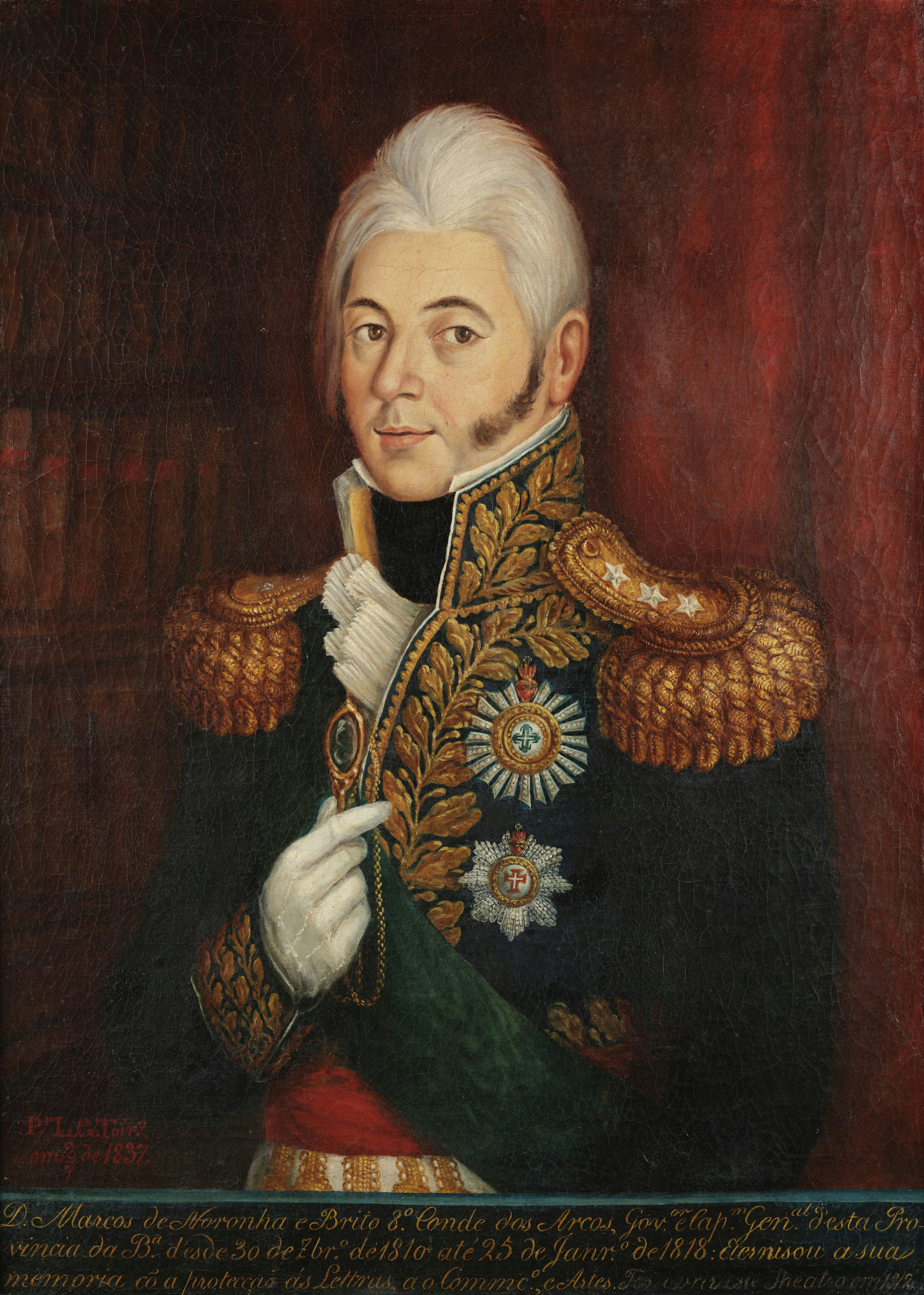
D. Marcos de Noronha e Brito 8.º Conde dos Arcos, com assinatura, 1837 (Pinacoteca do Estado de São Paulo, São Paulo).
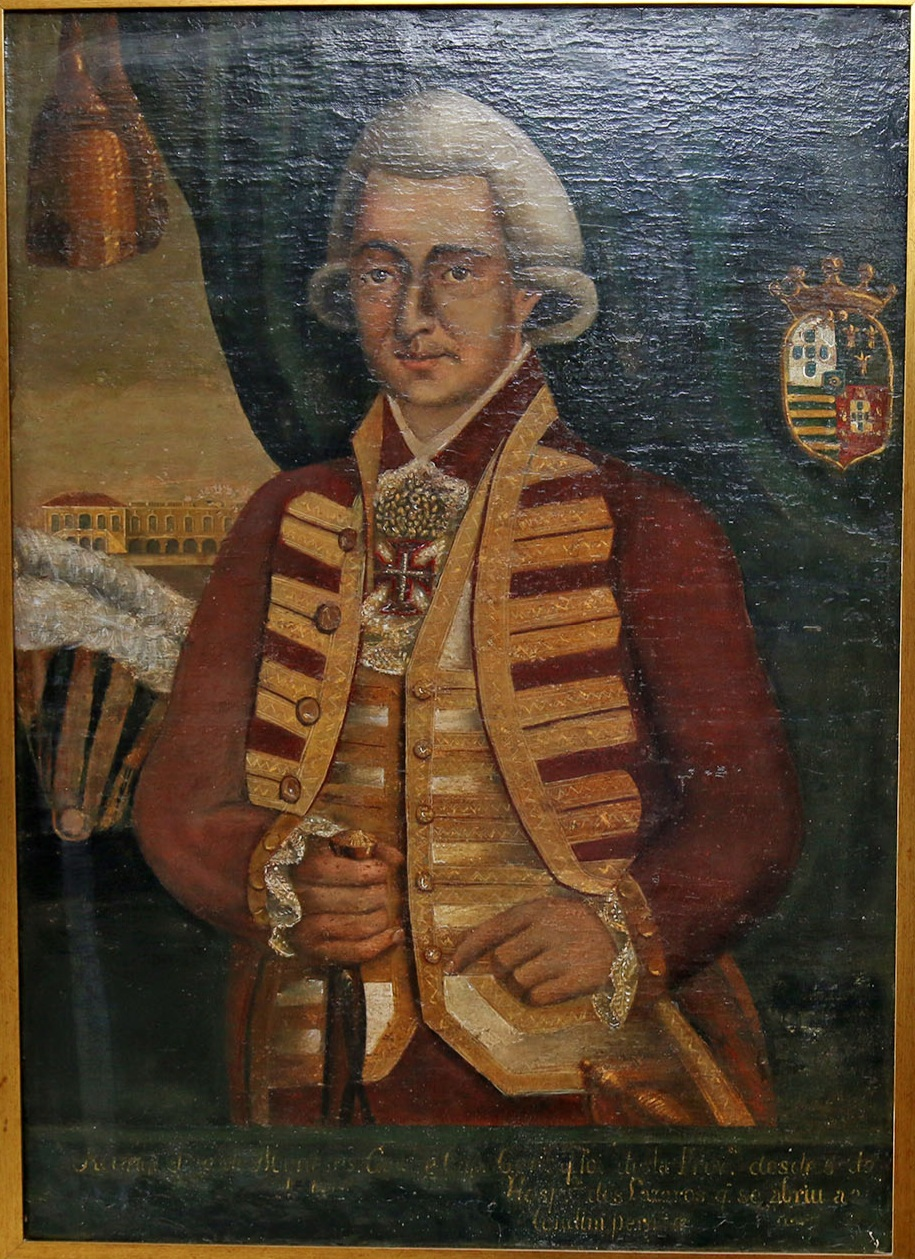
D. Rodrigo José de Meneses, ?, primeira metade do século XIX (Secretaria da Saúde do Estado da Bahia)